# Peter Checkland
Peter Checkland (1930) is een Brits systeemdenker, ontwikkelaar van de Soft Systems Methodology en was professor aan de Universiteit van Lancaster. 
Checkland werkte voor hij z'n academische carrière eerst 15 jaar in de industrie. Hij schreef drie boeken over Soft Systems Methodology:
- Systems Thinking, Systems Practice, Wiley New York, 1981.
- Soft Systems in Action, ism. Jim Scholes, Wiley New York, 1991.
- Information, Systems and Information Systems, ism. Sue Holwell, Wiley New York, 1998.